# Chawanangwa Kawonga
Chawanangwa Kawonga znany jako „Chawa” (ur. 5 stycznia 1995 w Mzuzu) – malawijski piłkarz grający na pozycji pomocnika w klubie Zanaco FC.

## Kariera klubowa

### Silver Strikers FC
Chawa grał dla Silver Strikers FC w latach 2012–2014. W sezonach 2012/13 i 2013/14 zdobył z nimi mistrzostwo kraju. Wrócił do nich 6 października 2021, a w sezonie 2022 strzelił dla nich 13 goli.

### FC Chibuto
Chawa występował w barwach FC Chibuto w latach 2015–2017. W sezonie 2017 rozegrał dla nich 25 meczów w których strzelił jednego gola.

### CD Costa do Sol
Chawa przeszedł do CD Costa do Sol 1 stycznia 2018. W ich barwach wystąpił 50 razy, zdobywając 14 bramek, a w sezonie 2019 zdobył z nimi mistrzostwo Mozambiku.

### TS Sporting FC
Chawa trafił do TS Sporting FC 10 stycznia 2020. Rozegrał dla nich 13 meczów strzelając jednego gola.

### Zanaco FC
Chawa przeniósł się do Zanaco FC 23 stycznia 2023.

## Kariera reprezentacyjna
| Mecze i gole w reprezentacji | Mecze i gole w reprezentacji | Mecze i gole w reprezentacji | Mecze i gole w reprezentacji | Mecze i gole w reprezentacji      | Mecze i gole w reprezentacji | Mecze i gole w reprezentacji | Mecze i gole w reprezentacji         |
| Malawi                       | Malawi                       | Malawi                       | Malawi                       | Malawi                            | Malawi                       | Malawi                       | Malawi                               |
| Lp.                          | Data                         | Miejsce                      | Gospodarz                    | Gość                              | Wynik                        | Gol                          | Rozgrywki                            |
| ---------------------------- | ---------------------------- | ---------------------------- | ---------------------------- | --------------------------------- | ---------------------------- | ---------------------------- | ------------------------------------ |
| 1.                           | 06.09.2015                   | Lobamba                      | Eswatini                     | Malawi                            | 2:2                          |                              | PNA 2017 – kwalifikacje              |
| 2.                           | 07.10.2015                   | Dar es Salaam                | Tanzania                     | Malawi                            | 2:0                          |                              | Mistrzostwa Świata 2018 – eliminacje |
| 3.                           | 25.11.2015                   | Bahyr Dar                    | Malawi                       | Dżibuti                           | 3:0                          |                              | Puchar CECAFA 2015                   |
| 4.                           | 27.11.2015                   | Bahyr Dar                    | Malawi                       | Sudan Południowy                  | 0:2                          |                              | Puchar CECAFA 2015                   |
| 5.                           | 30.11.2015                   | Addis Abeba                  | Uganda                       | Malawi                            | 2:0                          |                              | Puchar CECAFA 2015                   |
| 6.                           | 11.11.2017                   | Lilongwe                     | Malawi                       | Lesotho                           | 1:1                          |                              | Mecz towarzyski                      |
| 7.                           | 27.03.2018                   | Kampala                      | Uganda                       | Malawi                            | 0:0                          |                              | Mecz towarzyski                      |
| 8.                           | 26.05.2019                   | Umlazi                       | Malawi                       | Seszele                           | 3:0                          |                              | Puchar COSAFA 2019                   |
| 9.                           | 28.05.2019                   | Umlazi                       | Namibia                      | Malawi                            | 1:2                          |                              | Puchar COSAFA 2019                   |
| 10.                          | 30.05.2019                   | Umlazi                       | Mozambik                     | Malawi                            | 1:1                          |                              | Puchar COSAFA 2019                   |
| 11.                          | 02.06.2019                   | KwaMashu                     | Zambia                       | Malawi                            | 2:2 k. 4:2                   |                              | Puchar COSAFA 2019                   |
| 12.                          | 04.06.2019                   | KwaMashu                     | Komory                       | Malawi                            | 1:2                          |                              | Puchar COSAFA 2019                   |
| 13.                          | 07.10.2020                   | Lusaka                       | Zambia                       | Malawi                            | 1:0                          |                              | Mecz towarzyski                      |
| 14.                          | 14.06.2023                   | Maputo                       | Mozambik                     | Malawi                            | 1:1                          |                              | Mecz towarzyski                      |
| 15.                          | 20.06.2023                   | Maputo                       | Etiopia                      | Malawi                            | 0:0                          |                              | PNA 2023 – kwalifikacje              |
| 16.                          | 06.07.2023                   | Umlazi                       | Zambia                       | Malawi                            | 0:1                          |                              | Puchar COSAFA 2023                   |
| 17.                          | 09.07.2023                   | Umlazi                       | Malawi                       | Seszele                           | 0:1                          |                              | Puchar COSAFA 2023                   |
| 18.                          | 11.07.2023                   | Umlazi                       | Malawi                       | Komory                            | 2:0                          | Gol                          | Puchar COSAFA 2023                   |
| 19.                          | 14.07.2023                   | Umlazi                       | Malawi                       | Lesotho                           | 1:1 k. 0:3                   | Gol                          | Puchar COSAFA 2023                   |
| 20.                          | 16.07.2023                   | Umlazi                       | Południowa Afryka            | Malawi                            | 0:0 k. 5:3                   |                              | Puchar COSAFA 2023                   |
| 21.                          | 09.09.2023                   | Lilongwe                     | Malawi                       | Gwinea                            | 2:2                          |                              | PNA 2023 – kwalifikacje              |
| 22.                          | 23.03.2024                   | Lilongwe                     | Malawi                       | Kenia                             | 0:4                          |                              | Mecz towarzyski                      |
| 23.                          | 26.03.2024                   | Lilongwe                     | Malawi                       | Zambia                            | 1:2                          |                              | Mecz towarzyski                      |
| 24.                          | 06.06.2024                   | Lilongwe                     | Malawi                       | Wyspy Świętego Tomasza i Książęca | 3:1                          | Gol                          | Mistrzostwa Świata 2026 – eliminacje |
| 25.                          | 10.06.2024                   | Malabo                       | Gwinea Równikowa             | Malawi                            | 1:0                          |                              | Mistrzostwa Świata 2026 – eliminacje |